# Radical Optimism Tour
Radical Optimism Tour je třetí koncertní turné britské zpěvačky Duy Lipy na podporu jejího třetího studiového alba, Radical Optimism (2024). Turné začalo 5. listopadu 2024 v Singapuru a má skončit 5. prosince 2025 v Ciudad de México.
V rámci něho odehraje koncerty v Asii, Austrálii a na Novém Zélandu, v Severní a Latinské Americe a i Evropě, kdy během evropské etapy turné zavítala 27. a 28. května 2025 do O2 Areny v Praze. Do svého setlistu v Praze zařadila i cover písně „Na ostří nože“ od zpěvačky Ewy Farna, se kterou si píseň společně během druhého večera zazpívala.

## Vývoj
Dne 19. března 2024 Dua Lipa oznámila čtyři samostatné propagační koncerty napříč Evropou a několik festivalových vystoupení v Evropě a Spojených státech. Lístky se začaly prodávat 21. března. Na začátku května, 3. května 2024, zpěvačka vydala své třetí studiové album Radical Optimism. Následně 28. května 2024 uveřejnila data pro asijskou etapu v rámci Radical Optimism Tour se začátkem prodeje lístků na 11. června. V první den července 2024 zpěvačka ohlásila svou vůbec první samostatnou show v londýnském Wembley Stadium. Vstupenky šly do prodeje 12. července 2024 a po vyprodání lístků byla následně přidána druhá noc. Dne 12. září zpěvačka oznámila novou várku koncertů napříč Oceánií, Evropou a Severní Amerikou. Mezi nimi byly oznámeny i dva koncerty v pražské O2 Areně 27. a 28. května 2025. Následující týden proběhl přeprodej a následně veřejný prodej lístků, kdy kvůli velkému zájmu a poptávce byly přidány nové koncerty – čtyři koncerty pro Melbourne, dva pro Sydney, New York, Los Angeles a po jednom v Aucklandu, Paříži, Antverpách a Liverpoolu. Osm koncertů v Latinské Americe byly přidáno 1. dubna 2025.

## Set list

### 2024
Tento set list je z koncertu 5. listopadu 2024 v Singapuru. Nemusí být platný pro všechny koncerty.
1. „Training Season“
2. „One Kiss“
3. „Illusion“
4. „End of an Era“
5. „Brake My Heart“
6. „Whatcha Doing“
7. „Levitating“
8. „These Walls“
9. „Be the One“
10. „Love Again“
11. „Pretty Please“
12. „Hallucinate“
13. „New Rules“
14. „Electricity“
15. „Cold Heart“
16. „Anything for Love“
17. „Happy for You“
18. „Physical“
19. „Dance the Night“
20. „Don't Start Now“
21. „Houdini“

### 2025
Tento set list je z koncertu 17. března 2025 v Melbournu. Nemusí být platný pro všechny koncerty. 
Akt I
1. „Training Season“
2. „End of an Era“
3. „Break My Heart“
4. „One Kiss“

Akt II
1. „Whatcha Doing“
2. „Levitating“
3. „These Walls“
4. Cover Song
5. „Maria“

Akt III
1. „Physical“
2. „Electricity“
3. „Hallucinate“
4. „Illusion“

Act IV
1. „Falling Forever“
2. „Happy for You“
3. „Love Again“
4. „Anything for Love“
5. „Be the One“

 Přídavek 
1. „New Rules“
2. „Dance the Night“
3. „Don't Start Now“
4. „Houdini“

#### Cover písně
Počínaje březnem 2025 Lipa zařadila do set listu také Cover písně od různých umělců pocházející z místa, kde vystupuje.
- 17. března 2025 - Melbourne: Highway to Hell od AC/DC[12]
- 19. března 2025 - Melbourne: Torn od Natalie Imbruglia[13]
- 20. března 2025 - Melbourne: Can't Get You Out of My Head od Kylie Minogue[14]
- 22. března 2025 - Melbourne: Rush od Troye Sivan[15]
- 23. března 2025 - Melbourne: Riptide od Vance Joy[16]
- 26. března 2025 - Sydney: Never Tear Us Apart od INXS[17]
- 28. března 2025 - Sydney: The Less I Know the Better od Tame Impala[18]
- 29. března 2025 - Sydney: Big Jet Plane od Angus & Julia Stone[19]
- 2. dubna 2025 - Auckland: Royals od Lorde[20]
- 4. dubna 2025 - Auckland: Don't Dream It's Over od Neil Finn[21]
- 11. května 2025 - Madrid: Hero od Enrique Iglesias[22]
- 12. května 2025 - Madrid: Me Gustas Tú od Manu Chao[23]
- 15. května 2025 - Lyon: Dernière danse od Indila[24]
- 16. května 2025 - Lyon: Get Lucky od Daft Punk[25]
- 19. května 2025 - Hamburk: 99 Luftballons od Nena[26]
- 20. května 2025 - Hamburk: Wind of Change od Scorpions[27]
- 23. května 2025 - Paříž: Moi... Lolita od Alizée[28]
- 24. května 2025 - Paříž: Be My Baby od Vanessa Paradis [29]
- 27. května 2025 - Praha: Na Ostří Nože od Ewa Farna[30]
- 28. května 2025 - Praha: Na Ostří Nože od Ewa Farna[31]
- 31. května 2025 - Mnichov: Forever Young od Alphaville[32]
- 1. června 2025 - Mnichov: Stolen Dance od Milky Chance[33]
- 3. června 2025 - Amsterdam: Bloed, zweet en tranen od André Hazes[34]
- 4. června 2025 - Amsterdam: Scared to Be Lonely od Martin Garrix a Dua Lipa[35]
- 7. června 2025 - Milan: A far l'amore comincia tu od Raffaella Carrà[36]
- 11. června 2025 - Antverpy: Sensualité od Axelle Red[37]
- 12. června 2025 - Antverpy: Un jour je marierai un ange od Pierre de Maere[38]
- 13. června 2025 - Anverpy: Fever od Angèle[39]
- 20. června 2025 - Londýn: Virtual Insanity od Jamiroquai[40]
- 21. června 2025 - Londýn: 360 od Charli XCX[41]
- 24. června 2025 - Liverpool: Valerie od The Zutons[42]
- 25. června 2025 - Liverpool: Hey Jude od The Beatles[43]
- 27. června 2025 - Dublin: Nothing Compares 2 U od Prince[44]

#### Speciální hosti
- 22. března 2025 - Melbourne: Troye Sivan - Rush
- 23. března 2025 - Melbourne: Vance Joy - Riptide
- 28. března 2025 - Sydney: Kevin Parker - The Less I Know the Better
- 29. března 2025 - Sydney: Agnus - Big Jet Plane
- 4. dubna 2025 - Auckland: Neil Finm - Don't Dream It's Over
- 28. května 2025 - Praha: Ewa Farna - Na Ostří Nože
- 12. června 2025 - Antverpy: Pierre de Maere - Un jour je marierai un ange
- 20. června 2025 - Londýn: Jamiroquai - Virtual Insanity
- 21. června 2025 - Londýn: Charli XCX - 360
- 24. června 2025 - Liverpool: Dave McCabe - Valerie